# ジョセフ・パクストン

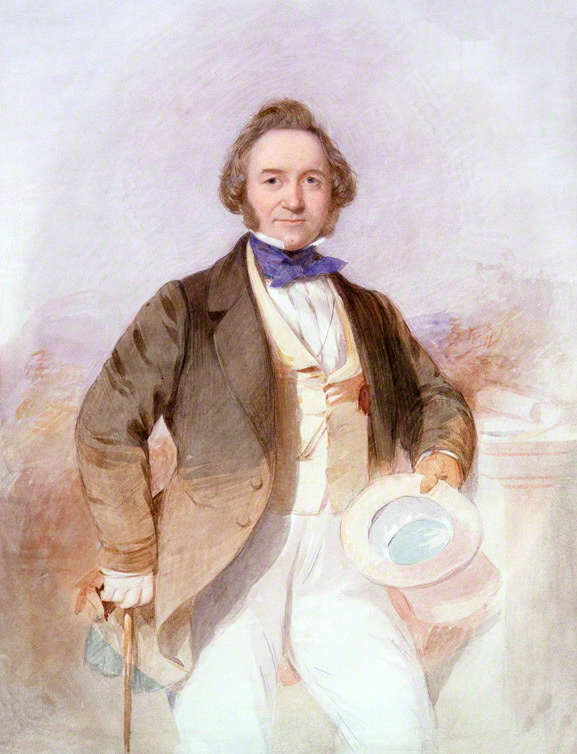
Octavius Oakleyによる肖像画

サー・ジョセフ・パクストン（Sir Joseph Paxton, 1803年8月3日 - 1865年6月8日）は、イギリス人造園家、建築家、政治家。第1回ロンドン万国博覧会 (1851年) で水晶宮（クリスタル・パレス）を建設。イギリスで最初に公園を設計し建設した人物とされる。世界で最も流通量の多いバナナの栽培品種キャベンディッシュの栽培を行ったことでも知られる。
庭の作品としては、シーデンハム宮庭園、公園では、1843年のバーゲンヘッド、チャッツワース・ハウス（1830年から1850年）のほか、1842年のリバプール・プリンシズ・パーク、1843年スラウのアップトンパーク、1852年のパクストンパーク、ハリファックスのピープルズパーク（1857年）、1859年ダンディーのバクスターパーク、ダンファームリンのパブリックパーク（1864年から65年）などがある。彼の元ではジョン・ギブソン、エドワード・ケンプ、エドワード・ミルナーなどが助手を務めた。

## 人物
農夫の三男に生まれる。15歳から庭師として、いくつかの貴族たちの庭園管理に従事し修行をつむ。1825年、第6代デヴォンシャー公爵ウィリアム・キャヴェンディッシュにチャッツワースを紹介され、1826年にダービーシャー公チャッツワース1世に主任庭師に任ぜられる。公の命でフランスとイタリアへ珍種植物の探索に行くが、その地で目にしたモニュメントやギャラリー、パッラーティオの作品に感化されたと後年語る。

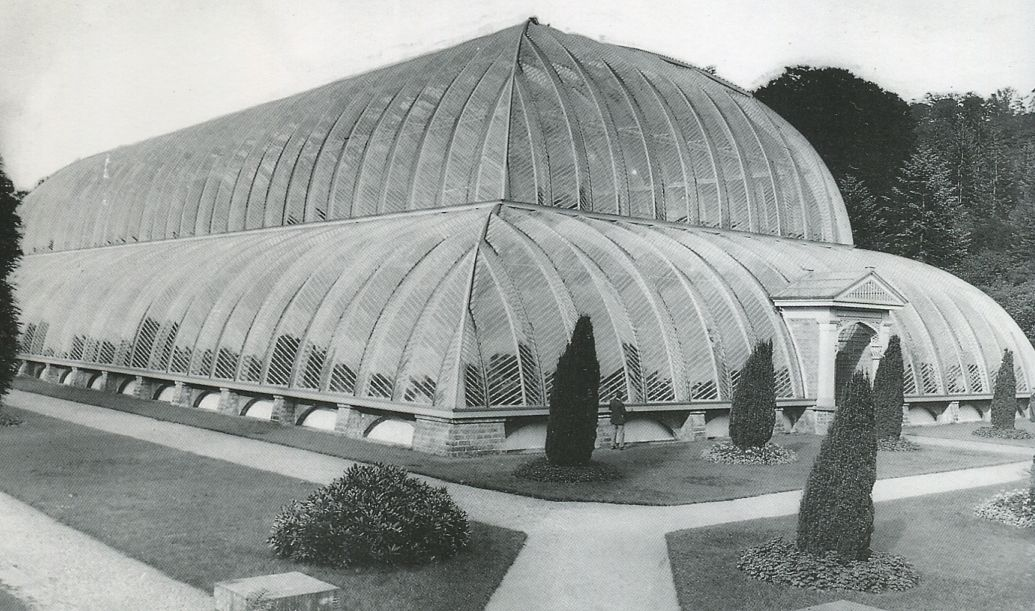
チャッツワース・ハウスの大グリーン・ハウス

1828年から、チャッツワーズで温室改良に取り組み始める。建築家やエンジニアの協力の下、鉄やガラス張りで構築したまったく新規の構造物を生み出す。1831年にはのこぎり屋根を開発し、その構造物に組み込まれた水切りで特許を取得する。こうして、1834年のチャッツワーズ・グリーン・ハウスを皮切りに、1836年から1840年のグリーニ・ストーブ、1837年のチャッツワーズ・アマーズティア・ハウス、1841年にはスチーム暖房完備の大温室、1849年から1850年にかけてはヴィクトリー・ハウスと、次々に温室を実現させる。また同年、仲間と共に創刊した園芸雑誌ガーデナーズクロニクルは現在も続く。
また1849年に、英領ギアナから移植されてきたビクトリアレジアというユリ科の植物の栽培に成功する。1850年にはパクストン・ガーターと名づけた温室架橋システムで特許取得する。
チャッツワース公はパクストンの能力を高く評価し、段階的に業務の責任範囲を広げ庭園関係のほかに森林や道路の維持運営から財産管理や土地経営に関する件まで委任している。営業や経営の面の業務まで手広くこなし、ミッドランド鉄道会社の取締役など鉄道経営に参画するまでになる。
1851年ロンドン万国博覧会では、ハイド・パーク に7万1千平方メートルを覆う完全プレファブリックのガラス建築「クリスタル・パレス」を出現させる。パクストンが博覧会の博覧館のコンペティションについての情報、実施案が条件に適さず手詰まり状態であることは、鉄道関係の仕事の縁で知り合ったロバート・スティーブンソンなど有力筋から得ていた。これにより万博は成功をおさめ、パクストンはナイトの称号をうける。水晶宮はその後シドナムの丘へ移築されるが、1936年、火災によって崩壊する。
1854年から国会に進出する。議員となってからの1855年、グレート・ヴィクトリアン・ウェイ計画を立案する。これは、ロンドン周囲を取り巻く全長20キロのバイパスと一般道がガラスの屋根で覆われ、その上を高架鉄道が走るというものであった。
1856年シナドムなどにもクリスタルパレスを建設。

## 著書の図版
パクストンは1834年から1849年の間に、16巻の"Magazine of Botany"を出版した。手彩色された銅版画の図版がつけられた。

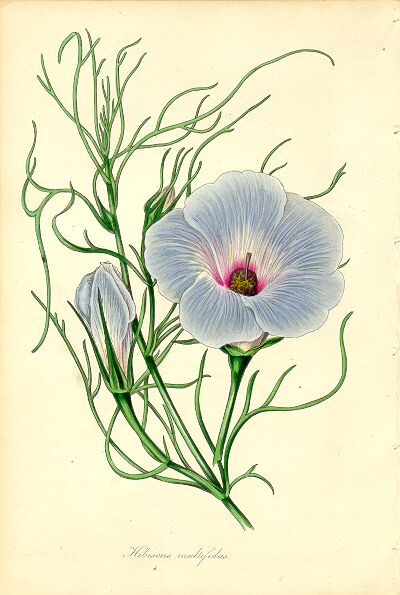
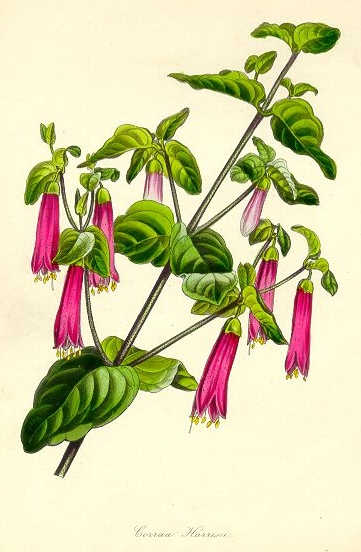
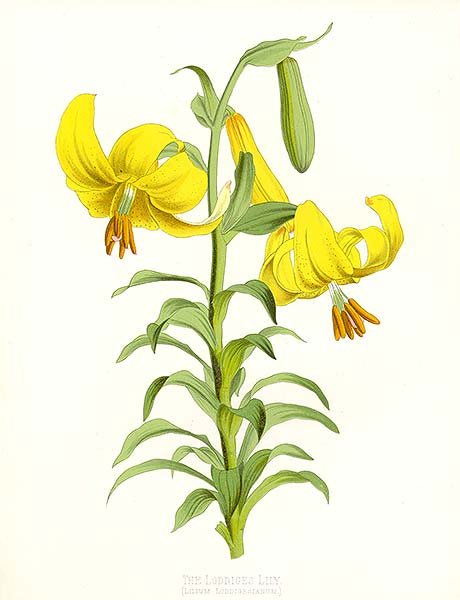
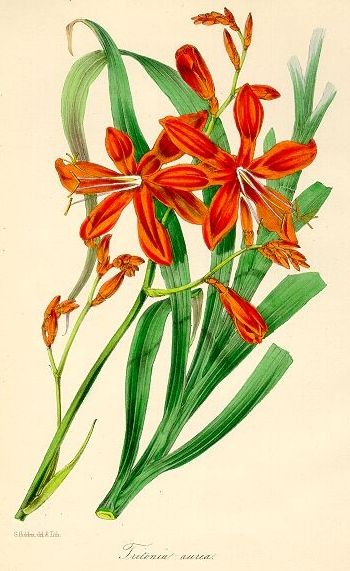

## 参考資料
- パクストン - コトバンク